# 914

## Události
- Bitva u Adrianopole

## Narození
- Do Phap Thuan, buddhistický učenec († 990)
- Luitgarda, normandská vévodkyně choť († 978)

## Úmrtí
- 19. ledna – García I., leónský král (Španělsko)
- Lando, papež katolické církve

## Hlavy států
- České knížectví – Spytihněv I.
- Papež – Lando – Jan X.
- Anglické království – Eduard I. Starší
  - Mercie – Æthelflæda
- Skotské království – Konstantin II. Skotský
- Východofranská říše – Konrád I. Mladší
- Západofranská říše – Karel III.
- Uherské království – Zoltán
- První bulharská říše – Symeon I.
- Byzanc – Konstantin VII. Porfyrogennetos